# حرفه درخشان من (فیلم)
حرفه درخشان من (به انگلیسی: My Brilliant Career) فیلمی محصول سال ۱۹۷۹ و به کارگردانی گیلیان آرمسترانگ است. در این فیلم بازیگرانی همچون جودی دیویس، سم نیل، وندی هیوز، مکس کالن، پاتریشیا کندی، جولیا بلیک و سیمون بوکنن ایفای نقش کرده‌اند.